# Мадароз
 Мадароз  — отсутствие или потеря ресниц (а иногда и бровей), либо в виде врождённого состояния или в результате инфекции типа проказы, при тотальной алопеции и т. д.
Мадароз — отсутствие ресниц, а в тяжёлых случаях бровей. Это может быть вызвано инфекцией или злокачественными новообразованиями.

## Причины
Местные причины:
1. Хроническое заболевание передних губ век
2. Проникновение опухолей
3. Ожоги
4. Лучевая терапия криотерапии местных опухолей[1]

Кожные заболевания:
1. Обобщённая алопеция
2. Псориаз

Системные причины:
1. Микседема
2. Системная красная волчанка
3. Сифилис
4. Проказа

Другие:
1. Ятрогения (например, после удаления)
2. Трихотилломания